# 王陽明研究
『王陽明研究』（おうようめいけんきゅう）は、安岡正篤の政治哲学書である。陽明学の著者自身による研究成果の公表と出版当時の現代青年のための陽明研究の入門書の制作とを目的として、1922年（大正11年）に玄黄社から出版された。

## 概要
全3編。及び附録。幼少の頃から帝国大学在学時までの王陽明の「人と学とに」親しんだ結果を出版した｡第1編東洋精神論、第2編陽明の生涯と其の人格、第3編陽明の学説。附録に解嘲、大学論、東洋の格物的精神、参考書目。参考書目の項に、「陽明を知るについても一通りフィロソフィーレンするだけの素養が太切」と説き、哲学者6者の名を挙げる。
第1編東洋精神論は、第1章東洋の二大思潮、第2章陽明研究の意義。
第2編陽明の生涯と其の人格は、第1章生ひ立ち、第2章煩悶と放浪、第3章煩悶と迫害、第4章生の躍進、第5章自由の生活。
第3編陽明の学説は、敢えて「序説」と表示し、第1章実在論、第2章道徳論、第3章人格生活。

## 第1編の内容
東洋思潮には儒教・仏教・道教の3教が貫流するが、儒教は「善」の生活を仏教・道教は「真」の生活を主張するものと看取することができる。善悪は人の目的と手段との交渉する相対的境地であるのに対し、真はかかる境地を超脱した絶対的風光である。
儒教に依れば、心の根柢にはもし如何なることがあっても屈せず撓まず努力し精進せよという無声の命令が厳乎として存在している。この自己内面の至上命令（天命）に率うのが「道」で、道を明らかにして、如何に行為すべきか、如何なる心情を保つべきかの自覚を与えていくのが「教」である。心に内在する至高絶対の天命は、疑うことのできない明らかなる徳即ち「明徳」である。学問の要はこの明徳を発揮する所以の道理を自覚体認することでなければならない。
東洋思想を内観し特に犇々と感ずることは、一個の人格として純一なる生活と自覚とを全くして行こうとする全人格的生活の努力と主張にある。出版当時の現代人は切に純一なる人格生活に憧憬れており、深く東洋精神を研究することは東洋人の急務であろうと思う。そして、東洋思想の研究に当たっては、観念の遊戯を去り、一語一語が含む深い体験を掴むことに努力しなくてはならない。東洋人の尊ぶ直覚は論理を無視する意味ではなくて、論理的思索を積む中に自然に得られる豊富深遠な直覚である。単なる知覚とは異なり、その中からいくらでも論理的内容を抽き出してこられる直覚である。

## 第2編の内容
陽明は恐ろしく利発な、よく口のたつ腕白物の小児であった。父は几帳面な頭の好い君子、祖父は事物に拘らぬ極めて淡泊な放任主義の人であり、陽明は祖父の膝下で自由に暢び暢び育てられた。彼の頭は驚くべく機敏で理屈っぽく、同時にまた頗る大胆で横着であった。幼い時から武張ったことが好きであった。しかし、一体早熟な頭脳の持主は16、7になれば立派に霊に目覚めるものである。学問の浸潤とともに次第に内面的に自覚するようになった。現世を超越した遥かなる彼岸に憧憬れて、自ら仏老を慕い、詩歌に心を寄せるようになった。17の春結婚。
翌年、新朱子学者婁一斎に接し、その力強い人格から人人皆聖賢の資を有って居るので、もし能く人欲の迷妄を払拭し去れば必ず聖賢に至り得べき旨を聴いて、新たなる感動を覚えた。今までの漠然たる感傷気分から幾分か覚まされて、一層深く自我に沈潜させられた。21の年、祖父死去。秋に陽明は高文試験の予備試験である郷試（浙江省）に及第。この頃朱子の哲学を研究。しかし、形而上学的思索に慣れず、神経衰弱となる。愁を忘れんがため、僅かに詩文に依る。翌年高等試験に落第。25のとき復た及第せず、郷里の餘姚に帰り詩社を作る。翌年上京してまた戦術を講究。その間にも哲学的要求が独特の熱を加え、深く原理の学問に没頭する。さらに沈思瞑想に耽り、また神経衰弱を発症。課題は物心の関係。朱子の学説に依れば物と心とは互いに独立せる実在であり、その事物の真相を推究することにより宇宙を理解することができる、と説かれるが、互いに独立なものの間に如何にして交渉が成り立つか。また心を以て事物の真相を窮めることが果たしてどこまで可能であり、またこれで究竟解決できるものであるか。また病気と煩悶のため養生の法に心を潜めて寂静の境に憧憬れた。28の春進士に登第。まもなく故威寧伯の造墳工事監督を命ぜられるが、乗馬中落ち、胸を打った。後年の肺患に因縁ありと推察する。造墳工事ののち、朝廷の募集する時事評論に応募し、邊務八事を説き強兵策を論じた。次の年司法省の役人になり、その翌年犯罪者取調のために江北に出張し、序に九華山に遊び、無相化城の諸寺に宿り、山中の僧屋に老僧と詩仙の遺踪を話して楽しんだ。咳嗽が出始める。翌年弘治15年、犯罪者の取調結果を北京に報告したのち、病身と道念とのために辞表を出し故山の越に帰った。四明山の陽、陽明洞に室を築き、密かに観法養生に耽る。一切諸縁を放下し、現世の紛紜を離脱し去って、只管仙仏の無碍自由を求めんと努力したが、静かに観ずれば観ずるほど頭脳は走馬灯のように幻想を逐うて回転し、殊に骨肉を思う心の緊縛を如何することもできなかった。悪戦苦闘ののち、一日熟熟と考えた。親を念う情愛これ実は人間に根本的の事実である。もしこれを否定するならば、人類そのものの生活が成り立たない。自由とは何等内容の無い滅亡であってはならぬ。釈老二教が儒家に排斥される理由である。してみれば人間に取って人間の生活を肯定する儒教こそ至正の教であろう。人間は人間を棄てて自由を得ることはできない。自由は人間の世界に在って体得されねばならぬ。自由は対境の如何に拘らずこの心に於いて求めねばならぬ。翌32の年、陽明洞を出、西湖の畔に仮寓し、南屏・虎跑等の諸刹に来往して身心を養うた。現実の厭うべきこと仙仏の求むべきことをともに棄てて清らかな天地自然に懐かれたとき、その雙眼を揩わるる心地がした。33の秋、兵部役人として北京に赴任。しかし、都の知識階級は皆精神的に空虚な生活を送っていると見た。久しい哲学的苦悶により、森羅万象が我に対立して存在するという素朴な考えから脱して、宇宙人生は要するに心の所造であることをしっくり領会して居た陽明は、あとはその心から如何にして複雑な主客の世界が展開しているのか明悟するのみであった。しかし神秘の鍵はすでに得た。心の外に求むべき何物があろう。聖賢の学は先ずこの「心」を正しく自覚し、自覚に従って生くべきことを教える。自分の最高の事業はこの聖学の宣揚に在る。ここに弟子を集め聖学を講じ始めた。尊敬すべき一人の知己を得る。翰林院編輯の湛若水（甘泉）である。一代の巨人陳白沙門下の獅子児。両者は全く共鳴した。
民族生活には二種の様式がある。民族の社会生活と国家生活とが一致しており、国家なくしてその社会が保たれないもの。そして、社会生活が国家生活と分離して存在し、国家なくとも社会が存立するものである。中国は後者の好適例。民衆に取っての第一義は社会生活に在り、国家は社会生活の円満なる発展のための調節機関、政府者流に構成せられた第二義的実在である。政府者は常に自らの構成する主観的国家に住み、民衆は依然として本来の社会に住んでいる。ときとして全体に何等合理的統一がなくて、始終矛盾衝突の裡に回転し、停滞し、腐敗することもある。こういう政府に吏となった者は禍である。一寸先も全く予測することができない。不幸にして陽明はその後半生に於いてかかる危うい政府の下に立った。1505年（弘治18年）孝宗皇帝は病危篤に陥る。皇帝崩御し、東宮（武宗皇帝）即位の後は東宮随侍の宦官八虎が人もなげに活躍し始めた。1506年（正徳元年）南京の諫司に居た戴銑らが激越な弾劾を試みるが八虎筆頭の劉瑾は戴銑らを捕らえて投獄した。このとき陽明は兵部主事の地位に在ったが、深慨を発し、上疏して痛論した。「他の者は知らず、戴銑らは諫議官であって、忌憚無き言論がその責任である。言論妥当ならば、之を嘉納して施政の参考とすべく、もし些か不穏の点ありとも、大抵は寛恕して彼等の自由なる行動を抑圧せぬことが肝要。今その言論過激であるとて投獄しては、人心に与える影響は恐ろしい。爾後天下の大事に際しても、自己利害を打算し一切発言せぬとも限らぬ。実際寒心すべき問題である。銑の場合も早く放免して、朝廷の公正なる態度を明らかにせねばならぬ」。かくの如き上疏が無事に済むはずは無い。陽明も劉瑾の怒りに触れて投獄された。じきに貴州の寒駅龍場の駅丞に左遷された。都を出た陽明は1507年（正徳2年）漸く杭州に到達。牢獄幽閉以来、身心を傷めていたため、暫くここの勝果寺に滞在して療養した。ここに劉瑾の放った刺客来訪。一計を案じて危地を脱し、横死の噂だけが流れた。福建の閩界に漂着。水上警察に拘留さるるも、逃れ出でて、武夷山を越え、廣信府に入り、婁一斎に再開した。ここで、父が南京に左遷されていることを聞く。南京へ直行し親子再会。さらに銭塘から出立。1508年（正徳3年）龍場駅に到着。住家なく先ず掘立小屋の住居を建てた。現地人に田を燔いて耕し、或いは蕨を採って喰らった。人手を借りて家を拡張し、龍岡書院を設けた。1509年（正徳4年）貴州の提学副使席元山自ら貴陽書院を修理してこれに陽明を迎えた。ここに自身は内的革命を遂行し得た。打破することのできないのは生死の関である。自分は一体如何なるのであろう。畢竟我とは何、自然とは何ぞ。自己の不徹底な曖昧な思索を排し、槨を作り、その中に端座し、悪戦苦闘した。一夜「天の霊に頼って」陽明は始めて全実在活動の消息を把握し、躍り上がって歓呼した。今まで主観客観心と物との実相その消息を如何しても徹悟することができなかった。しかるに思索体験久しうして漸く機縁熟し、遂に三界唯心の所造、陸象山のいわゆる「宇宙は吾分内の事」より、進んでその吾を明らかにし、宇宙は超個人的意識（無極、太極）の創造であり、絶対自慊の活動である。ただ特にその活動的統一方面に就いてこれを（就其主宰所説）心といい、その静止的分現が（指其充塞所言）物たるに外ならぬ。即ち物心は一如、渾て一者の発展、天地万物ここに成立する。この一者の活動的統一作用が孟子の所謂良知である。いわゆる格物致知とはこの良知を発揮する意味であって、これに由って始めて人は無限の生を得る。物と心の二つを分って各々独立の実有とする従来の考え方は誤っていた。そのために許多の迷妄病痛を醸したのであることを自覚した。この時の省発が後来彼及びその真摯なる学徒をして人格的活力に横溢せしめ、屡々偉大なる社会的活動を輩出せしめた最深最遠の思想的原因である。五経の新解釈を提示した。「五経臆説」である。貴陽書院では、知行合一論の初めての提唱を実現させた。
1510年（正徳5年）劉瑾失脚。迫害されて居た者は一斉に芽を吹き返し、陽明も江西廬陵の知県に栄転した。在職僅かに半年余りで県の開発に永久的な施政方針を樹て、刑政に於て専ら家庭裁判所的方針を以て民心に至大な道徳的感化を与えた。冬上京。転任の内命を受けるも、旧友の湛甘泉等は陽明入京を機会に大いに学界を賑わすため、宰相に運動して彼を北京に引き留めた。結果彼は北京で始めて朱陸の学を講じて、その独創的見地から朱学を抑えて陸学を称揚した。このとき、方叔賢・黄綰・蔡宗兗・徐愛を始めとして多くの弟子を得た。1512年（正徳7年）の冬12月、南京馬政局の次官（太僕寺少卿）に赴任。徐愛のために大学を講論。伝習録の首巻はその記録である。徐愛は陽明の妹婿である。1513年（正徳8年）10月、滁州に赴任。馬政監督のかたわら山水郷に遊ぶ。人を愛することの厚かった陽明はまた深く自然を愛した。そして自然に溢るる健やかな生命を直にまた人間に発見せんとした。それゆえ彼は道徳的原則たる至上命令、彼のいわゆる良知の声に従う葛藤的生活にはまだ満足しないで、さらに良知を致す或いは合一する至善の生活、「真」と「美」との生活を望んだ。七律一篇を引く。「龍潭夜坐」何処の花香ぞ夜に入って清し　石林茅屋渓声を隔つ　幽人月出づれば毎に孤往す　棲鳥山空しうして時に一鳴　草露辞せず芒屨の濕ふを　松風偏に葛衣とともに軽し　流に臨んで写さんと欲す猗蘭の意　江北江南無限の情。厳粛主義の教育法に偏しないで、常に山水逍遥に弟子を伴い、講学の間に音楽を用いた。また、生の躍進を重んじた。後年南贛を征伐して、その地方に教育の施設をしたときの訓蒙大意中に於ける礼楽論に依る。「大抵童子の情として嬉遊を楽しんで束縛さるるを厭がるは、草木の芽ぐむとき、之を舒暢させてやれば能く繁茂し、折ったり撓めたりすると萎けてしまうようなものである。童子教育にあたっては、彼らの中心に喜びを湧かせ、勇躍してこれに惹き付けられるように工夫せねばならぬ。詩を歌わすのも、思いを発表さすということの外に、胸中の閊えを解くのである。礼を習わすのも、態度を整えることの以外に、周旋揖譲の間に筋骨を動かし血行を盛んにするのである。書を読ますのも、単に覚えさすばかりでなく、それによって彼等に自己を掴ませ、そを発展させるのである。自然に人間を作り（順導其志意、調理其性情、潜消其鄙吝、黙化其麤頑）、礼義に入って礼義を覚えざる究竟に導くものである」。是の如く生の躍進、箇性の発展、「真」の生活に重きを置いたことは惹いて長く彼の学流に溌溂たる生命を与え、後年幾多の英霊漢を輩出せしめたのであるが、同時にまたその或る者は粗放に走る弊も無いでは無かった。1514年（正徳9年）4月、南京の鴻臚寺卿（朝会賓客儀礼等の事務官廰）に栄転。5月南京着。1515年（正徳10年）1月、辞職を請うも許されず。辞意は年来の宿痾にも依るが、同時にまた一層深くその学問工夫に沈潜したかったためである。1516年（正徳11年）冬、兵部尚書王瓊は特に陽明を任用して福建・江西・湖南各省の南方から広東地方にかけての内乱地方を巡撫させることにした。翌1517年（正徳12年）正月江西の南贛に赴いた。福建の汀・漳・江西の南贛・湖広の桂陽に接する桶岡・横水・広東の龍川に接する浰頭の賊巣などは最も頑強であった。諸賊を攻撃するに先立ち、先ずできるだけ暴徒と良民との混乱を分離して、秩序を収拾することにした。贛に著くと直に施政府を開いて官の救恤を宣伝し、良民の過激化を防止すると同時に、一度過激化した者を再度もとの良民に復帰せしむることにつとめ、各地方にいわゆる「十家牌法」を施行して十戸一組の小自治体を組織せしめ、これに犯罪に対する連帯責任を負わし、人間の移動出入を厳にして不逞の徒の横行を防ぎ、別に「諭俗四條」を頒布して各家に道徳的反省を与えた。また、兵制及び軍律の改革を実行。官軍の頽廃と放恣とに望みを絶ち、かつ遠隔の動員は時間と浪費とを要するところから、新たに徴兵官を各地に派遣し、各州県から義勇兵を選抜して訓練し、隊伍の編成と軍紀の緊粛とに意を用いた。戦闘準備は充実し、先ず福建漳南一帯の暴徒を掃蕩。横水・桶岡・浰頭の諸賊は寒心した。陽明は平和に解決することを熱望し、しばしば戦に先立って至誠人を動かす熱烈な勧降の告諭を賊軍に発した。しかも一度開戦するやその奇略勇猛は全く天縦の武人であった。同年3月までの間に湖広江西福建諸省の叛徒を掃蕩した。さすがに哲人たる陽明に於ては、反乱の鎮定の方法は破壊の威力を逞しくすることでは無く、反乱の原因であり結果であるあらゆる問題を解決することに依って反乱をできるだけ自滅せしむるに在る。彼の軍隊の過ぐるところそこに秩序の恢復があり、産業の保護があり、教育の設備ができた。陣中に在ってはいささかも平生と異なることなく、弟子と学を論じ道を論じた。横水討伐の際、楊驥に手紙を与えて、「山中の賊を破るは易く心中の賊を破るは難し。区々が鼠竊を剪除するは何ぞ異とするに足らん。もし諸賢心腸の寇を掃蕩して以て廓清平定の功を収めば、これ誠に大丈夫不世出の偉績なり」と言って居る。3月病を理由に辞職を請うもまた許されず。6月には戦功に依り官位を陞され、恩典を受ける。軍陣の間に在っても弟子の薛侃や欧陽德や楊仕德等20余人は常に師に従って講論を廃めなかった。しかし、病で帰郷していた徐愛が31歳で早逝。8月になって薛侃は陸澄と協力し、豫て徐愛が師陽明との問答を筆録して置いた伝習録一巻とその序二篇とを集め、 虔州で刊行した。9月濂渓書院を修理してここに講学した。1518年（正徳13年）正月辞表を提出して恩典を辞退したが、また許されず。1519年（正徳14年）6月初め福州に軍隊の叛乱が起こる。9日勅を奉じて叛軍の鎮定に赴き、15日南昌府からほど遠からぬ豊城県に著いた。知県の顧佖は寧王宸濠の叛逆を報じた。豫てかくあらむことを覚悟して居た陽明は動じなかった。敏速に南方吉安府に馬を回し、19日朝廷に変報を飛ばすとともに、宸濠の罪状を布告して江西の各府県に動員令を発し、自らは兵を勒めて吉安を守り、竊に南昌の動静を偵察させた。寧王がその騎虎の勢を駆って一路北京を衝く方策に出れば、容易ならぬ天下の乱になるであろう。一鞭直に南京攻撃に着手するとも、長江一帯は惨害を免れない。ただ南昌城に割拠すれば、釜中の魚で、敢えて恐るるに足らぬ。天縦の武略あるか、百戦の経験あれば、第一第二何れかの策を採るに相違ないが、区々たる才人に過ぎないから、或いはその根拠たる南昌城を得離れぬかも知れぬ。果たして彼宸濠は官軍を怖れて南昌に割拠する自滅策を採った。彼は吉安に滞陣する陽明を招致しようとしたが、勧降の使者は何等なす無くして逃げ帰った。しかも使者の言に憑って、陽明の急には攻撃的態度に出ないことを信じ、遂に7月2日南昌の留守を厳にして置いて、自らは数万の兵を率いて長江を東に進み、途中沿岸の諸地方を侵略しながら案徽の安慶城まで到達した。陽明の起つべき時は迫った。この時門人の鄒守益は地方に賊と内応の形勢があって、吉安も不穏であるという風聞を師陽明に警告した。対して陽明は言い放った。「もし天下が悉く反しても、自分としてはこうするより他は無い」。7月13日病躯を提げて南昌に進発。陽明の大軍南昌に迫る飛報に接し、寧王は大いに驚き、急遽安慶の圍みを解いて軍を回した。豎子遂に陽明の術略に陥る。7月20日府城陥落。24日官軍と会戦して潰頽。26日寧王捕虜となる。さて先に寧王叛逆の報を朝廷が得た時、総督を許泰、江彬・張忠・張永等を副える征討軍の派遣が決まった。ところが、陽明が寧王を捕らえてしまった。総督らは一計を案じ、武宗皇帝に残賊親征の南国巡覧を請うた。陽明は捕虜護送の容易ならざるを慮り、自ら北京への護送を図った。9月11日、皇帝親征の風聞を耳にする。連年の兵禍により疲弊せる南方国民が親征の負担には堪え得まい。その無謀に驚いた陽明は急いだ。許泰総督らは、陽明護送の上疏を受け取ったとき、想像を絶する愚劣なことを考えた。既に叛賊は陽明に捕らえられ、皇帝親征の対象が消失した。このままでは江南御巡遊の名目が立たない。そこで、陽明に連絡し、一度宸濠らを解き放ち、また皇帝の手で捕縛することにしよう。陽明は使者の求めを拒否。そこで、困った総督らは、陽明は宸濠らと通じていた疑いがあると讒訴した。暴虐にも冀元亨を捕らえて南京の法廷に拷問した。このとき親征軍に参謀の張永が居らなかったならば、陽明は冤罪を受けたかも知れない。幸いに張永は平素陽明の人物を尊信して居たので、弁護し、真相を審査するとて陽明と杭州に会見した。自分がこの行に加わったのは、群小が聖上を誑惑したてまつるを幾分でも緩和しようと言う微衷に他ならない。決して閣下の功を掩う次第ではないが、今聖上も内々巡遊の理由の立たぬを耻じて居られるのであるから、閣下もまた少しく譲歩して、罪囚は一切自分に引渡しを願いたい。陽明も張永の苦衷を深く感謝して、遂に宸濠等の罪囚を総て彼に引き渡し、自分は休職願を提出して、従者も連れず独り西湖の浄慈寺に病躯を養うた。張永は還って陽明の苦衷を備に皇帝に告げ、江西の物情を説いて、国家のためには未だ陽明の休職を許すべきでないことを切諭した。陽明は再びその病躯を労して南昌の任地に赴かねばならなかった。しかし、許泰等の妄動は止まず、寧王の餘党を捜索して天威を張ると称し、南昌に出馬した。彼等の無節制無規律な軍隊は、良民を苦しめ、陽明派の官吏と見れば故意に衝突して彼を陥れようとした。しかしながら陽明は、却って京軍を懇に慰労した。彼の怨みに報ゆるに徳を以てする態度は単純な京軍の士卒を次第に動かして、王都堂讃美の声は漸次京軍に拡まり、遂に許泰等は焦燥を通り越して寧ろ不安を感ぜざるを得なくなり、南昌から撤退した。1520年（正徳15年）新春許泰総督らは、陽明に対して新たな陥穽を案出し、彼を南京に誘き寄せて置いて、擅に任地を離れた廉を以て弾劾しようと試みた。陽明は奸策を看破し、南昌を一歩も出でず。誘引策失敗を覚った彼等は皇帝を誑惑し、平和な天下になお陽明軍のみ不穏と讒言した。皇帝による召喚。幸いにこのときも張永が陽明に急使を馳せた。詔を受けた陽明は即日南京の西南蕪湖に著いた。意外の変化に張忠等は驚き、陽明の入京を阻んだ。ここに及び、許泰・張忠等が皇帝に陽明不参との誣告するの裏をかいて、張永が許泰等による入京妨害を奏上し、陽明の冤を雪いだ。2月陽明南昌に帰還。4月江西に洪水が起こって、田畑や人家の被害が夥しく出た。陽明は上疏して辞職を請い、民の惨状を報じて自己の罪責に帰し、暗に聖情を動かそうとした。6月陽明は贛州に赴いて軍事教練を行った。「啾々吟」知者は惑わず、仁は憂えず　君何ぞ戚々として雙眉愁うる　歩にまかせて行し来れば皆坦道　天に憑りて判下る人謀に非ず　これを用うれば則ち行い舎つれば則ち休む　この身浩蕩虚舟浮かぶ　丈夫落々天地を掀ぐ　豈に顧みて束縛窮囚の如くならんや　千金の珠鳥雀を弾じ　土を掘るに何ぞ鐲鏤を用うるを煩わさん　君見ずや東家の老翁虎患を防ぐを　虎夜室に入ってその頭を啣む　西家の児童虎を知らず　竿を執って虎を駆ること牛を駆る如し　痴人噎に懲りて遂に食を廃し　愚者溺を畏れて先ず自ら投ず　人生命に達すれば自ら灑落　憂讒避毀徒に啾々。ここに至って人間の如何なる迫害も憂患ももはや如何することもできない自由なる人格が躍動して居る。7月なお皇帝軍は南都に駐まる。陽明の心の碧霄高く飛ぶ鳥の如く自由なるに引き換えて、心飽く迄も豚の如く卑しい許泰・張忠等はなお区々たる功名に豺狼のような毒腸を爛らして、如何かして宸濠等の俘虜を自分の功名にしたいと謀った。しかし張永は俘虜は陽明自ら護送して杭州で自分に引き渡したことは世間周知の事実であるとして彼等を反駁した。勅命に依り捷報を改めて提出せしめることとなり、張永も砕けて叛賊平定の功は許泰張忠等諸将の援計宜しきに依るとして、始めて彼等を満足せしめることができた。12月漸く宸濠を誅して皇帝は北京に還御。その間に陽明を陥れんがための拷問を受けた冀元亨が獄中にて死去。陽明による弟子の冤を雪ぐ努力は空しくなった。
陽明はその前生涯に於て、あるときは牢獄の苦痛を嘗め、幾度か死の顎を潜っては放浪し、さては邊土の土窟に死を見凝めた思索の悪戦苦闘を経験し、さらに生命そのものを実戦場裡に暴殄し、翻って復た人間の測るべからざる陰謀、蛇の如き呪詛に責められて、あらゆる深刻な人生の諸相に徹した結果、この頃になって、始めて自己の最深最奥の内面的要求に従って些かの障碍を感ぜざる自由の精神生活を確立するに至った。我等は世間の如何なる相にも律せられるものでは無い。ただ一方に於て健やかなる宇宙を構成するとともに、また人間の心内に至高絶対の要求として現るる天理そのもの、彼のいわゆる良知に従って生きれば善い。これ即ち彼がこの後専ら致良知説の提唱を試みることができたゆえんである。1521年（正徳16年）春武宗は北京に崩御して、世宗皇帝即位せらるるとともに、陽明は新たにその旧功を認識せられ、その夏南京の兵部尚書に栄転した。栄転の前彼は南昌地方の門人の請に依って名高い白鹿洞学舎に講義を開き、また朱子に対して陸象山の遺却されているのを遺憾に思い、自ら斡旋して象山の子孫を表彰した。冬12月、新建伯に封ぜられる。しかしながら元来不治の疾を胸に抱いて切に自由なる山水の生活を望んでいる彼に取って、陞任も封爵もむしろ煩わしい羈絆であった。殊に師の命を受けて寧王に会見したことのために、師に代わって奸臣の陥穽に陥れられ、飽く迄も義を懐いて空しく獄中に死んだ愛する弟子の冀元亨を思えば、彼は「自分が得た一切の名誉と報酬とを悉く抛げ出して彼に謝びても、尚お自分の胸の苦痛を贖うことのできない気がした」。翌1522年（嘉靖元年）正月10日、上疏して懇ろに封爵を辞した。1524年（嘉靖3年）今は53の年を迎えて、その心の山水は愈々清しく自由であった。百戦帰来白髪新たに　青山これより間人と作る　峰攢なお憶う蠻陣を衝くを　雲起なお疑う虜塵を見るかと　島嶼微茫たり滄海の暮　桃花爛漫たり武陵の春　いま始めて信ず還丹の訣　郤って笑う当年識未だ真ならざりしを。筆者付言。これからの陽明の生涯は実際深刻な道義的世界を過ぎて滄海の暮、武陵の春とも詠うべき「真」の風光を開いている。実際嘉靖以後彼が死に至る数年間は彼の講学の最隆盛期であった。年来の胸を蝕む肺患とあらゆる試錬克服の結果彼の姿は愈々清癯し、その輝く眼は宛ら澄み切った秋昊の神邃を想わしめ、その純粋なる神気の渙発するところ如何なる惰夫をも感奮せしめずには置かなかった、と。幾度も説いた如く、陽明は生命を愛し、自由を尊重した。生気の無い形殻と無意義な束縛とは草木を折り曲げると同じく最も人間を害うものである。彼の教育を受けた弟子たちは、かの官学者流の文字の注釈に耽ったり、形式的道徳に枯死したり、物質欲の奴隷になっている輩に較べると、総て規模が大きくて活々して居った。孔子の言を借りて言えば狂簡である。しかし規模の大にはこれに伴う内面的充実がなければならぬ。生命の躍動にはこれに正しき進路を与えねばならぬ。しからずんば空虚に陥り放逸に走る愁いがある。王門の弟子たちにも常にこの二つの傾向があった。反対派は主としてこれを覘った。陽明は機会あるごとにこの点に関する深い反省と工夫とを弟子たちに説くことを忘れなかった。宴の翌日の弟子たちに向かい油断なく適切な教訓を与える。「孔子陳に在って遥かに故郷魯の狂簡なる愛すべき弟子たちを思い、帰らんか帰らんか吾党の小子、狂簡斐然として章を所すも之を裁するゆえんを知らず、と歎ぜられた。世間の衆俗が因習に捕らわれ、形式に墮して、低級な功利的生活に汲々として居る間に、吾党の小子は、流石に志も大きく、人間が純直で、世間の富貴や名利が人に何等本質的価値あるものでないことを悟って、能く学問を愛好する。しかしながらともすれば人間の社会生活そのもの、少なくとも人間社会生活に於ける外面的規範を否定しやすい。勿論そは因習に化石せる者よりは勝れて居るが、互いにまだ道を得て居らぬことは同一である。ゆえに孔子は陳に在って、帰ってこれに正当なる道を指示せんと欲したのである。今日諸君の講学もまたこれと轍を同じゅうする。諸君は宜しくこの理を精究して、狂簡に甘んずるようなことがあってはならない」。形式に捕らえられるな。ただし同時に放埓ならぬように戒慎せよ。灑落の中に充分の敬畏を存せよというのである。普通の人は敬畏を自分が何らかの行為に出るに当たって、ある対象の意思を恐れ憚る他律的意味に解釈している。しかし君子の敬畏はそういう意味ではなくて、対象の如何に拘らず、自己の内面的必然の倫理法――天理或いは良知――に従って、決して自己欺瞞を行わぬ、いわゆる「睹ざるを戒慎し、聞かざるを恐懼する」自律的意味である。灑落も一般にあらゆる法度の埒外に在る意味に誤解されているが、それも真実は内面的必然の倫理法に従って些かの障礎を感ぜざる意味でなければならない。内面的必然の倫理法の露堂々たる体現が即ち灑落――天理の常存或いは自由の生活――である。自己が内面的必然の倫理法に従った自律の生活を積んで始めて到達し得る境涯で、敬畏に従って始めて灑落を得ることができるけれども、敬畏に依らずして灑落を得ることはできぬ。灑落と敬畏とは相反せず、必ず相須つべきものである。彼は周到なる智慧を以て、遥かに真無限の風光を指し示しながら、飽く迄も峻厳なる善の生活を提唱し、その間に秀麗なる南国の自然を背景として床しい美的教育を試みた。これいわゆる陽明学の真髄である。1525年（嘉靖4年）正月彼は夫人（諸氏）を没くして、張氏を継室に迎えた。その秋10月門人たちは彼のために越城に陽明書院を建築した。彼の学問は今や地方に深甚な感化を与えて、稽山書院や龍泉寺の中天閣や、後れてできた安福の惜陰会や、彼処此処に彼のいわゆる「群英」の道場が続出した。1527年（嘉靖6年）の5月広西の反乱はまたこの病める哲人を煩わさねばならぬことになった。辺境に流賊跋扈す。警備鎮台に現地人の有力者と無為無力な官吏が当たった。しかし、功労は官吏に帰する。有力者と官吏との間に軋轢在り。遂に嘉靖の始田州の岑猛が鎮台に対して暴動を起こし、これは提督の姚鏌に鎮圧された。次いで盧蘇・王受等の暴徒が思州田州を攻略。姚鏌征討失敗。朝廷は陽明を征討総督とした。このとき既に陽明肺患重篤。同年6月辞退の上疏。けれども廟議決定は覆らず。陽明は止む無く病躯を起こした。9月8日、征討を前にする陽明に告別の客絶える間なし。その夜、出征を前に弟子王龍渓（汝中）と銭緒山（徳洪）と陽明と星空の下に深い人生の問題を論じ合った。これについては後述する。翌日、越中を出発。11月20日広西の境なる梧州に到着し、ここを根拠地に定める。兵卒人民ともに困窮。陽明は撤兵と寛大な条件を以ての反賊の招致とを決定。反賊の二頭領盧蘇・王受は、陽明に依り救いの道が開かれることを渇望していた。撤兵の報に接し、翌1528年（嘉靖7年）正月、自縛して降服を申し出た。陽明は罪一等を減じ、杖罪一百にて解放。「汝等の命を宥したのは民の生を愛する朝廷の仁であって、僅かに杖一百を加えたのは即ち天下の法を持するための止むを得ざる理由に因る」と教誨した。その夏、純然たる山賊たる八寨・断藤峡の諸賊を掃蕩。10月10日病気休職を願い上疏して広西を発する。11月28日晩青龍舗に碇泊。その翌暁容体悪化。8時頃吾去ると言い永眠。

## 第3編の内容
「序説」陽明は中国学者の例に洩れず独自の体系的組織を立てない。一旦現代人から埋み去られた陽明学に沈潜するとき、筆者はその裡に驚くべき生命の躍進を発見して、斯学が偉大なる鼓動を人間精神に与えたゆえんを深く認識せざるを得ない。ここにその学説の要旨を系統的に解説して見たい。敢えてこの挙をなすゆえんは偏に夢中に夢を説く在来の癡を脱して、深い哲学的自覚から新たに東洋精神の振興を欲するがためである。
この学問はいわゆる「心学」である。抽象的概念的思惟そのものを目的としないで、もっと具体的な直下の生活経験に即して活きた実在を獲得しようとする思想活動を総て哲学と呼ぶならば、陽明の学問は当然心の哲学、或いは人格の哲学などと呼ばるべきものである。また全一の実在を様々な方面から抽象的に従って部分的に示す科学の多種に対して、陽明の学は全一の実在を具体的に示現するものであるからいわゆる「精一」の哲学と言っても好い。要するに自覚的なる実在の把握・生の確立が陽明の学問である。人間は普通その常識上の独断から物と心と互いに独立した別々の実在を認めて怪しまない。陽明の深い内面的沈潜力は先ずこの事実に衝突した。果たして吾心を外にして事物が独立に存在して居るものであろうか。我々が普通考えているような内外界の事象は決してそのまま独立に実在しているのではなくて、明らかに人の心相に他ならない。心に対して物が有るのではなく、心が有って始めて物が有るのである。世界は飽く迄も認識の世界、経験以内の世界である。ゆえに陸象山も宇宙内の事は乃ち己が分内の事、或いは宇宙便ちこれ吾心と言って居る。ただし、陽明の説は世界は総て吾の観念であるという独我論では無い。そのいわゆる「我」とは実は物に他ならない肉体観念を含んでいはしないか。弟子の一人が問う。「天下心外の物無しとの御説ですが、この華は少しも我が心と関係が無いではありませんか」。陽明が答える。「お前がまだこの華を見ない時は、この華はお前の心とともに寂に帰している」。この「寂」が陽明の思想の要点である。別語を借りれば、中、中和、未発の中、となる。近頃の言葉では、陽明も純粋経験或いは直接経験の事実から出発して居るのである。寂とはまだ見る心も見られる花もない主客未分の状態を指している。直下の経験は、知識と対象との合一した一事実である。普通は心という実体が不断に存在するように考えられるが、実は未発的或る者の不断の已発に於ける統一作用の側を言うに過ぎない。統一は常に隠約であるが、分化は現前である。その分化（現前）の側を統一（隠約）の側に対して物というのである。心を離れて物は無く、物を離れて心も無く、実在は唯一つ物とも心とも名付けられない直接経験の事実あるのみで、これを未発の中と名付ける。陽明をして言わしむれば、すでに未発と已発とを分説することが甚だ危険である。実際は未発も已発も無い独立自慊の活動あるのみである。陽明は生の疑惑から出発して深く世界の真相を観じ、その結果物心の独立的実在というが如き迷妄を打破して、主客の対立も無い、知情意の分離も無い、自立自全の純活動を体得するまで深く実在の奥底に沈潜した。陽明の探求は活動の形質に向かって進む。「箇」の活動の発展形式。先ず未発的或る者或いは箇が、全体的内含的に現れ、その内容が分化発展する。巌中の華樹を採って説明すると、直接はまだ花も我もない渾然たる実在の全景あるのみで、それから我という主、華という客が分離現前し、花だという判断、幽艶なとか可憐なとか感ずる情、移植しようというような意志作用などが現れるのである。箇が未発的有る者が自律自展するのである。その展開した世界は無限の対立からなっていて、一物も独存しては居らない。陰陽、動静、屈伸消長上下左右総て対者に依って互いに成立している。天地万物悉くこの形式を離れて存在しない。しかるに是の如き対立はその根柢に於て統一があって始めて可能である。左右上下というは、宇（空間）に統一せられた仮立である。是の如く真実在は限りなく一にして多なる「生々の中」である。自彊不息の活動である。総て外界自然は直接具体的実在からその統一的作用が要求する被統一的方面の反応に過ぎない。本来の実在はただ天地未分主客渾沌物心一如の箇の他はない。万物はこういう一者の分化発展である。その形式は人間の意識現象に於て最も明白に理解せられる。「天地万物もと一体、その発竅の最精の所これ人心一点の霊明」と言っている。我等が物に対して心というのは、決して客観的自然と独立に存するものではなく、実在の統一的方面（陽明はこれを主宰の所と言っている）を指すのである。その「発動の所を指して」特に意志という。意志は意識の根本的形式である。この意志に発動する実在の統一作用は無限にその具体化を要求し、完成を欣求する。現実はつまりかかる要求の一時的相対的権現であって、一段の実現は同時に呼応する対立を生じて、一層高次な統一を完成し、同時に新対立ができて、層々無限に休止する所がない。是の如き無限努力の目標が即ち理想である。理想は不断に意志に内在して、しかも意志の指向すべき対象として意志に対立し、厳乎たる権威を以てこれに親臨すれば、意志はまた止み難き思慕に駆られて彼に自律的服従を欲する。かくて人間精神は無限に進化する。要するに万有は渾て箇の自立自展である。統一の方面に於て心といい、対立を触発して物という。心を離れて物は無く、物を離れて心は無い。万物に一貫した法則があると思うのは、実は吾心を支持する法則であって、誠に心外無法である。箇の世界を貫く統一原理、これに彼は天理或いは良知という成語を適用して居る。前後内外なく渾然一体なる未発の中、直接経験の事実に立脚して、世界の根柢に自彊息まざる一者（天理・良知）が認得された。これ造化的精霊ともいうべく、真に独立自慊の活動で、世界はこれに拠って支持されて居る。自然には総て統一（良知）がある。これを我々人間に取っては自己というので、もし広く使えば「草木瓦礫にも草木瓦礫の自己（良知）がある」。客観一般の統一作用を天理といい、特に主観の統一作用を良知と区別すれば、「良知は即ち天理」であり、「天理の昭明霊覚の所即ちこれ良知」ということができる。天なる語を味識せよ。思惟の範疇を以て測ることのできないあらゆる意味に於て超越的な天、それは一切を包容して一切を超越し独立自慊に造化発展して息まぬ「生々の中」を何物よりも最も善く髣髴することができる。一度これを指して天と言えば、彼の蒼々たる天に対して、嗒然として其耦を喪うた経験を如実に想起することができる。実在の統一作用などと言うも、容易に認得はできないが、天理と言えば、星斗燦爛たる静夜の碧空を仰いで、神韻縹緲たる霊感に打たれた経験に容易に味到することもできる。そこに天といい天理と称する不尽の意味がある。しかしこの経験を有する者は深い思索の洗練を経れば、実在の統一作用――或いは生々の中を直に体認することができねばならない。しかるにこの実在の統一的或る者は畢竟精神の統一的自己（良知）であるから、実在の体認は同時に自己の把握であり、自己の把握は直下に実在の体認となる。元来我々の精神は無限の統一（理想）を逐う不断の対立に悩んでいるので、一次の統一を進むるごとに一段の法悦を感ずるのであるから、能く無限の統一作用に即し得たときは、無量の平安愉悦を覚ゆるはずである。そして自己（或いは人格）とは精神の統一作用であるから、統一の進むことは即ち自己の拡大である。自己が拡大すれば、今まで他人として我に対立して居たものを包容する。聖人に至れば独り人間ばかりでなく、禽獣草木の類まで摂取されて、万有が皆人格化されてくる。仁とは畢竟人と人、人と物とを本来の天に全うして返す作用である。親が子を愛するのは、親が子と一体となる作用で、始めてこれを道という。この見地から陽明は大人小人の論を説く。大人は天地万物を以て一体となす者である。天下を視ることなお一家の如く、中国を視ることなお一人の如く、その間に寸毫も差別を置かない。これに反して区々たる形骸に依って爾と我とを隔てる者は小人である。形骸に執する小人より言えば、大人の境地は不自然に思われるかも知れないが、作為に出でたるものではなく、仁の自然の作用である。仁とは能く対象と一になる作用である。実在の統一作用たる我等の精神は天地万物に対して独立の存在なるかの如く考えられるが、実際は被統一を離れて統一無く、天地万物を離れて我は無い。仁は実在の根柢より発して自然に霊昭不昧なる者である。ゆえにこれを「明徳」という。徳とは天理の存養、人間の性に従う活動の謂である。ここに於て今まで述べてきたことは渾てまた良知の説明になる。既に仁は主客合一の精神作用である。主客合一は、実在の根柢に統一が働くから、即ち天理が人心に存するから可能となる。この場合、それを特に良知という。畢竟天理と良知とは同一であって、ともに「聖愚を間つること無く、天下古今の同じくする所」である。そこで「自己の良知は原と聖人と一般」であり、「愚夫愚婦も聖人とこの点に於て相違は無い」。ただ聖人は能く良知を体認して活動するが、愚夫愚婦はそれができないだけで、真に能く良知を体認すれば、何人も聖人となることができる。普通あらゆる精神作用を総称して心といい、先儒は一般にこの心に就いて体と用とを分っている。それは我々の精神に統一者があるからである。心とは何かと分析的に考えてみると、先ず知られるのは自己の観念や情意等であるが、この心が観念や情意の単なる結合とは如何しても受け取れない。枝や花や葉をただ漫然と集めて見たところで一向華樹にならない。それらを統一するある者が内在して、始めて一箇の具体的実在となる。観念や情意もまた同じ。先儒は内省の結果心を体と用とに分けて考えた。性とはこの心の本体を指す言葉で、実在の統一力の発現であるから、「心の体は性なり、性の原は天なり」と説ける。そしてその統一作用を特に強調して言えば、「性は即ち理」である。ここに於て性と良知ともまた一致する。ただ一つの事実、それが象徴されて「天」、これを人格化して「帝」「王」といい、その必然的発動の形式を指して「命」といい、それ人に顕現した場合「性」といい、それが身物と対立するに及んで「心」という。総て観方の相違に過ぎない。かくて中庸にいわゆる天命之を性といい、性に率う之を道という意義が味識される。即ち道とは実在の統一作用の発動を指すに他ならない。換言すれば「良知即ち是れ道」である。
元来我々の心は渾然たる体系をなせる統一的活動であって、知・情・意は心の作用を便宜的に抽象したまでで、実際はいつでもこの三方面を具している。心的活動を試みに知と行とに分けて言えば、知と行とは一の体系をなし、倶に一者の発展で、知は行の始であり、行は知の完成である。知は行的主意、行は是れ知的工夫で、雙々相待って自己を発展完成することができるのである。あくまでも知行合一である。もしこの知行合一の真意を体得すればこれを分って二となすもまた差支えは無い。学問は残された六経等に対して傍看的に驚いたり弄んだりすることでは無い。その経書を契機として進んで真理を探究する「行」を尊ぶのである。そもそも経とは実在の依って立つ根本原理をいう。この原理の宇宙的発現を命といい、人に存して性をいい、身に主となって心というので、いわゆる惻隠・羞悪・辞譲・是非の四端は総てこの原理の自己を実現せんとする努力に他ならず、さらにそれがまた父子の親となり、君臣の義となり、夫婦の別ともなり、長幼の序ともなり、朋友の信ともなるのである。詩書易春秋礼楽等のいわゆる六経はつまりこの実在の原理の発現たる吾心の条理常道を明らかにしたものに他ならない。真実の六経を繙けば、そこには必ず生ける人格の躍動がある。陽明の知行合一論は情意の強調であり、一貫した人格活動の主張である。善悪の葛藤に就いて、善悪は絶対的の区別ではなくて、単に便宜上の相対的区分に過ぎない。道徳的不安の絶えぬ原因は、道徳が変化するもの、相対的区分に過ぎぬことに依るが、善悪が相対的区分だということは、同時に善悪を統一する根本原理を示現して居り、道徳が変化するということは直下に道徳の不変を証明している。この善悪の問題は人間に絶えず不安と執拗とを以て迫るのであるが、それが畢竟我々の欲求より起こるとすれば、如何なる場合に善といい、悪というか。是の如き善悪を超越した絶対者が我々のどこに在るか、それを体得せねばならない。心は無限に複雑な部分から成立している。部分は渾て相互に他を待って存立し、究極一全体に体統せられている体系的存在である。表面上雑多の集合のようであっても、中にこれらを必然的関係に於て成立せしむる統一原理が働いて居る。換言すれば体系は是の如き統一者の自律自展である。我々の自己或いは良心とは心の根柢に活動するこの統一者の謂であって、一切の心的作用は総て皆自己を実現せんとする努力であり葛藤である。我々は不断に様々な統一を求めている。その最も根本的な形式が意志であって、統一の対象は意志の目的即ち理想となって現れ、この統一を了したとき、即ち目的理想を実現したとき満足の感情を生ずる。心は欲求の体系である。すでに体系である以上、これらの欲求は全体に対し、またあらゆる欲求に対し、必然的制約を受けねばならない。部分的欲求は必ずしも全体的欲求と一致しない。そこで善とか悪とかの判断は部分が全体に対する関係に於て始めて現れることが分かる。真己に照らして始めて欲求に善悪の差別が生ずる。如何にも善悪は氷炭相反する如くであるけれども、一箇の善とこれに対する一箇の悪とが独立に存在するのではない。「善悪只是れ一物」である。相対的意義に解する限り、人性は善なりとばかりは言えぬ。悪もまた人性である。ただ真己は善悪を超越して居る。無善無悪である。強いて言を立てるならば、真己に一致するのが善であるから、真己は善なりというも宜しかろう。大学にいわゆる「至善」とは即ち是れである。先儒に従って心のあらゆる活動を用といい、これに対してそれらの用を可能ならしむる統一者を体といい、心の本体を指して性といえば、心の統一作用たる真己は即ち性である。心の統一作用はまた直に実在の統一作用即ち天理であるから、性を天理と真己とは畢竟不二であって、ともに無善無悪、また彼の至善に帰する。そして一切の意義一切の善悪が依って以て成立し、我々の精神がこれに依って霊昭不昧なるより言えば、良知がこれに当たる。善悪の問題に工夫すれば、必定自己の真性に帰らねばならぬ。止むに止まれぬ最深な内面的必然の要求に率うこそ即ち善で、しからざるものは偽善である、悪であるということができる。偽とは自己を偽るのである。自己を偽らぬこと、真に内面的必然に率うことを「誠」という。実在は誠を以て成立している。人間の性もまたそうである。ただ人間はこれを自覚せねばならない。中庸にも「誠は天の道なり。これを誠にするは人の道なり」と説いて居る。要するに善とは我を知り我に率うことに尽きて居る。孟子のいわゆる「心を尽くし、性を知る」とは是である。凡そ聖賢を尊信するは、その聖賢が自己に在って生ける限り意義がある。聖賢ということがすでに無数の衆生に大なる感化を与えた表面的事蹟の故に捧げられたる名ではなくて、真の自己に生きた人。その人格を単にこの「躯殻的」自己に止まらずして、広く世間の衆生もしくは禽獣草木の類まで包摂し得るほど清曠自由になし得た人をいうのである。真の自己、性、天理、良知に率って生きるが第一義である。善の本質は何よりも先ず真の自己に生きること、止むに止まれぬ内面的必然の深い要求に率うこと、誠の生活をすることである。自己を偽らぬことである。人性究竟の問題は我が我を知るより他には無い。これを「明徳を明らかにす」というのである。革命ということの真義も、命を革む＝明徳を明らかにす、即ち我が我に反る意味に他ならない。
本来の面目から言えば、すでに心の本体が無善無悪であって、知も皆内面的必然より発する、いわゆる「機止むを容さざる自然の流行」なる以上、一切の要求は言わば総て無善無悪であり、従って知にもまた善無く悪無く、物もまたその通りでなければならぬ。心の欲するところ渾てそのままに真でなければならぬ。欲求そのものを厳密に考えると本来何等善悪あるべきものでは無い。心は単一の欲求では無くて、欲求の体系である。部分的欲求は全体的欲求に依って制約されて行かねばならない。真己の発揮とは即ちこの全体的欲求に従うの謂である。ところが体系が複雑となるにつれて、この全体的欲求は必ずしも明切なる力となって我々に現れてこない。部分的欲求、いわゆる「己私」に偏りやすい。真己を逸して己私に馳せて居る中に、我々の真己は全く壅蔽され、空しく私欲の横行に任ずる劣悪な品性が築き上げられて了う。危険なのはいわゆる良心の麻痺のために悪を行うて悪を悟らざることである。悪行為が現在ほとんど機械的に遂行されたとするも、在来の有意的行為の反覆の結果である以上、その行為を孤立的に観ることはできない。行為を通じて当然彼の品性を看取する。或る行為が明らかにその人の品性を表現せる限り、如何なる習慣的動作激情的衝動も厳乎たる道徳的審判を免れることはできない。そこで無善無悪は心の本体であるけれども、意の動くに当たっては有善有悪といわねばならぬ。その善悪が判断されるのは言うまでも無く真己即ち良知の作用で、この良知に率って善をなし悪を去ることがいわゆる格物である。真実の道徳的孝とは一定不変の法則に厭応なく服従する意味では無くて、止むに止まれぬ我々の心が親に働いてここに孝となるのである。孝の内容は我々の内面的必然に依って始めて与えられるので、始から孝なるものがあって、それに従うのでは無く、我々が孝を創造するのである。つまり道徳とは自己実現に他ならない。なぜ道徳が自己に対して独立せるものの如く解せられるのであろうか。それは、より大いなる自己（理想）が現実の自己に依って不断に欣求せられ高揚せられ、現実の自己はこれに対して常に熱烈真摯なる自律的服従を誓っているその内在的対立関係に因るのである。およそ物とは我々から独立した外的関係に在るのでは無く、かかる内在的対立物をいうので、心が欲求の体系なる点から言って、真己を実現することは換言すれば物の真を掴むこと、即ち物を格すこととなる。これをもう一度もとへ還って言い換えると、良知を致すこと、つまり致知である。この格物致知の意義よりすれば、「真己」を実現することは同時に「己私」に克つことである。克己の意義は、実際は止むに止まれぬ自己の最大最深なる内面的欲求を実現するために、言い換えれば箇の生命を露堂々に躍進せしむるために、雑多なる欲求を一括し統制する作用である。自ら愛するの深きがゆえに自ら自らを牽束するのである。なにゆえ常人の容易に堪え難い無理不自然なことのように思われるのか。普通の人が深く自己を掴んで居らぬことも一の理由である。深く自己を掴んで居らぬから、真実の自愛をも覚えない。もう一つ卑近な理由は、克己の真義を誤解して否定すべからざる自己の要求を否定するためである。渾て我々の要求は皆それぞれ相応の充足理由を具して居って、一として箇の生命の活動に非ざる者は無い。徒にこれを否定せんとするのは直に箇の生命を断滅せんとするものである。道徳的生活は必然に克己を伴うが、それは深く反省すれば決して苦痛束縛（陽明のいわゆる梱縛苦楚的）では無い。克己は同時に深い自我愛の発露で、却って真実の幸福を感ずるものである。ゆえに我々は常に自己を失うてはならない。そして不断に自己の真性を発揮するように努めなければならない。幾度も説いた如く箇の自性は我々の心の本体であり、かねてまた実在成立の根柢である。彼の致良知論、天理人欲論は即ちこの自性を徹見し、これを発揮せよと千言万語したに過ぎない。自己を把握するとは、心の複雑多様な欲求体系に就いて、その本体たる欲求の実現を実際に決定することである。これを「志を立てる」という。志を立てて聖人になろうと思えば、先ず聖人とは何ぞやということを深く心に明らかにせねばならない。聖人の聖人たるゆえんは、彼が常に能く自己の最大最深なる内面的必然の要求に従う点に在る。換言すれば生物的な衝動に支配されること無く、善く天理を発揮し得る点に在る。陽明はこれを「天理に純にして人欲無し」といい、或いはまた「良知を致す」といっている。天理とか良知とか性とか色々に説くけれども、それは孰れも心の統一作用であり、兼ねてまた実在の統一作用であって、固より人々本具する所のものである。聖人でも愚夫愚婦でもこれに何等の差違も無い。本来是の如き心の良知（性・天理）を「聖」といって、これを発展完成させるのが「聖学」である。聖人とは箇の良知を純粋に体現して、心の欲する所に従って矩を踰えざるに至った人であり、未だこの境地には達しないが、常に反省して箇の良知に従って行動する者を賢人といい、何等の自覚も無く、ただ物欲に従って盲目的に動く者を愚者というのである。愚者は是の如く何等の自覚も無い者であるが、しかしながら自覚の有無に拘らず良知は依然として存して居る。苟もこれを自覚し体現すれば即ち聖人と異なることは無い。人皆堯舜たることを得とはこの意味である。日に譬えて見れば、聖人の相は青天に輝く日の如く、賢人の知は浮雲の掠める天日の如く、愚人の知は土煙に陰った空の日にも等しい。明るいと昏いとの差は有るが、黒白を弁じ得ることは一である。否昏黒の夜と雖も、凝視すれば仄かに黒白を判ずることもできる。それは未だ全く日の光の尽きぬためである。困学の工夫もまたただ箇の一点の明所より精察するに在る。志を立てるということを極卑近な事から説明すれば、即ち心を純一に持続すること、注意を集注することがそれである。心は元来体系的発展である。その統一の最も厳粛なるとき、最も溌溂たる躍進をする。その場合心は常に虚明である。立志生活に自ら三つの階段を区別することができる。第一は勤勉なる寧ろ他律的規範生活（困知勉行）、第二は進んで自律的なる規範生活（学知利行）、第三は完全なる自由の生活（生知安行）である。我々の道徳的生活は困知勉行より生知安行に至るべきものであって、この究竟地に到り得た人を聖人というのであるが、これを約言すれば要するに人人本具の良知（天理）を体現すること、箇性を完成することに他ならない。陽明が弟子希淵に答えて言う。「聖とは箇性の発揮如何をいう。これを金に譬えて見ると、知能は金塊の目方であって、箇性の発揮如何は金の純雑に等しい。聖はその純を意味する。我々が聖人となるのは、銅鉛の雑ざった金塊を煆錬して純金にすることをいう」。古唐虞三代の世は、学といい教といえばただ箇の心の徳を尽くすより他に無かった。精神も生活も素朴であったから、一切の事物を総て何等かの目的のための手段として複雑な利害打算の上から視る（陽明はこれを功利之馳逐という）ということも無く、それだけに才能などを無暗に尊重する理由が無かった。近代になって目的実現の諸手段を計較して利害打算を行うようになった結果で、仕事をするになるべく労を嫌って安逸を取ろうとするのも（陽明いわく労逸を美悪する）功利観念の発達と大いなる関係がある。一般の教学はただその徳を完成することで、才能に関しては画一的教育を施すことなく、礼楽に長ずる者は礼楽を、政教に長ずる者は政教を、殖産土木に長ずる者は殖産土木という風に専ら各人の長所を発揮させるに力めた。三代以降王道が衰えて社会に利己心が発達するとともに、王道に対して覇術なるものが現れて、人間の根本問題である「自己が何であるか」を無視して、「自己が何を持つか」を念とするようになって了った。その結果自己が他と一致し融合せんとする人間自然の徳を破壊して、できるだけ他の所有を奪うことが自己を大きくするゆえんであるとした。功利の毒が幾千年の間に人の心髄にまで浸み込んで、何でも手段的に視ることが殆ど人間の本質的傾向になっている。これが現代の最も深い病弊である。この間に在って深く聖学に志し良知を体現して自由なる人格を打成せんとする者は、能く幾千年来の因習の鉄鎖を断って、憤然その奴隷生活を排脱せんとする真の「豪傑の士」でなければならない。

## 評価
- 1922年（大正11年）7月9日、本郷連隊区徴兵署にて徴兵検査を受ける。『王陽明研究』を読んでいた徴兵官は、その著者であることに驚き「君のような人は、兵役に入るより民間にあって国につくす方がよい」と、近視を理由に丙種と判定した[5]。
- 同年10月、『王陽明研究』を読み、出色の良書と感じた内務省出版物検閲担当大塚惟精、後藤文夫の企画に酒井忠正伯爵が慫慂して金雞園に東洋思想の講論を興す[6]。
- 1923年（大正12年）4月、『王陽明研究』に接し感激していた小尾晴敏の懇請により皇居内の社会教育研究所に出講[7]。